# Toshiyuki Kosugi
Toshiyuki Kosugi (小杉敏之?, Kosugi Toshiyuki; Tokyo, 20 giugno 1968) è un ex calciatore giapponese, di ruolo difensore.

## Carriera
Ha militato in massima categoria giapponese nel Nagoya Grampus, mentre con il Brummell Sendai in serie cadetta.